# آندریا مک لین
آندریا مک لین (زاده ۵ اکتبر ۱۹۶۹) یک روزنامه‌نگار و مجری تلویزیونی اسکاتلندی است که در آی‌تی‌وی کار می‌کرد.
او از سال ۱۹۹۷ تا ۲۰۰۸ مجری آب و هوا برای GMTV بود و از سال ۲۰۰۷ تا ۲۰۲۰ یکی از مجریان برنامه زنان رها در ITV بود. اگرچه مک لین و خواهرش در گلاسکو به دنیا آمدند، اما در ترینیداد و توباگو بزرگ شدند. هنگامی که او ۱۵ ساله بود، خانواده سپس به اسکاتلند بازگشتند، اما بعداً در مارکت هاربورو، لسترشایر، انگلستان مستقر شدند و امتحانات مدرسه خود را در مدرسه گرامر رابرت اسمیت شرکت کردند. مک لین از طرف پدرش یهودی روسی‌تبار است که از روسیه به اسکاتلند گریخت تا از آزار و شکنجه جلوگیری کند. مک لین گفته‌است که همیشه از میراث یهودی خود اطلاع داشته‌است، اما خانواده او دیگر از نظر مذهبی یهودی نیستند. مک لین برای لیسانس خود در مطالعات مدرن در دانشگاه کاونتری تحصیل کرد و بعداً مدرک کارشناسی ارشد خود را در روزنامه‌نگاری دوره ای دریافت کرد.